# Matejovce (Poprad)

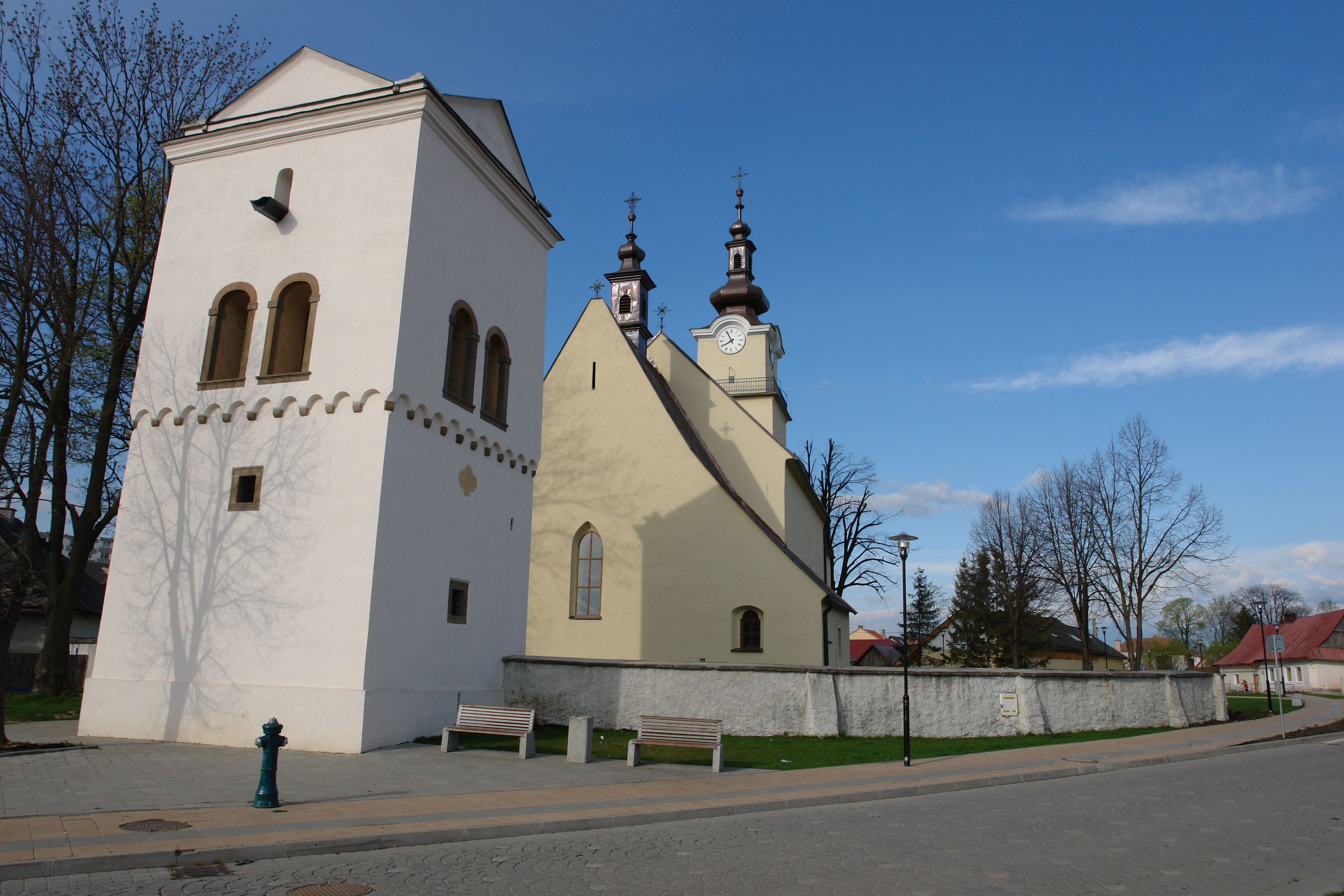
Kirche in Matejovce

Matejovce (deutsch Matzdorf, ungarisch Mateóc) ist seit 1974 ein Stadtteil von Poprad, Nordslowakei. Matejovce liegt etwa 4 km nordöstlich des Stadtzentrums von Poprad an der Mündung des Slavkovský potok (deutsch Annabach) in den Poprad.

## Geschichte
Das Gebiet des Stadtteils wurde in der Bronzezeit besiedelt, es gab hier einen Massenfund von Bronzegegenständen sowie Funde aus der Latènezeit und eine Siedlung der Puchauer Kultur.
Der Ort wurde zum ersten Mal 1251 als Villa Mathei schriftlich erwähnt. Anfangs war es kurz bei der Bruderschaft der 24 königlichen Pfarrer, dann beim Bund der 24 Zipser Städte. 1412–1772 war er eine von 13 an Polen verpfändeten Zipser Städten, nach der vollständigen Wiedereingliederung in das Königreich Ungarn gehörte Matejovce 1778–1876 zur Provinz der 16 Zipser Städte. Die Einwohner waren als Brenner, Flachsbauer und Leineweber beschäftigt, im 18. Jahrhundert betrieben sie Bier- und Essighandel. 1845 gründete Carl August Scholtz eine Werkstätte zur Herstellung von Pferdestriegeln, aus der sich später ein Großbetrieb, der vor allem emailliertes Geschirr herstellte, entwickelte.
Bis 1918 gehörte der Ort im Komitat Zips zum Königreich Ungarn und kam danach zur neu entstandenen Tschechoslowakei beziehungsweise heute Slowakei. 1940 beschäftigte die Firma C. A. Scholtz mehr als 1000 Arbeitnehmer. Nach dem Zweiten Weltkrieg wurde dieser Betrieb verstaatlicht und weiter ausgebaut.

## Bauwerke und Denkmäler
- römisch-katholische Stephanskirche im gotischen Stil aus der ersten Hälfte des 14. Jahrhunderts. Der Hauptaltar ist verziert mit Bildern vom mittelalterlichen „Meister von Matzdorf“. Neben der Kirche stehen ein Renaissance-Glockenturm aus dem 17. Jahrhundert sowie eine Mariensäule aus dem Jahr 1728.
- evangelische Toleranzkirche aus dem Jahr 1785[3]

## Wirtschaft
Heute ist Matejovce Standort eines Industrieparks, der neben den Fabriken der Gesellschaften Tatramat, a. s. und Whirlpool auch weitere kleine Betriebe umfasst.